# Magyarszováti unitárius templom
A magyarszováti unitárius templom műemlék Romániában, Kolozs megyében. A romániai műemlékek jegyzékében a CJ-II-m-B-07771 sorszámon szerepel.

## Története
A templomot feltehetőleg a 13. század második felében vagy a 14. század elején építették. Egy 1346-os oklevél már említi a dombon álló templomot. A 16. században a templom a Suky családdal együtt unitáriussá vált. 1790-ben Suky László megjavíttatta a templomot, ekkor a boltozatot lebontották és a bordák záróköveit a portikuszokba építették be. 1871–1888 között veszélyessé vált állapota miatt zárva volt, és az 1888-as felújítás után nyitották ki ismét. AZ 1925-ös felújítás során a mészréteg alatt 14–15. századi freskókat tártak fel.